# فلفل قرمز (مجله)
فلفل قرمز (به انگلیسی: Red Pepper) یک مجله مستقل «قرمز و سبز رادیکال» مستقر در انگلستان است. در نیمه اول تاریخچه‌اش، ماهانه ظاهر شد، اما در سال ۲۰۰۷ مجدداً به صورت دوماهه راه‌اندازی شد.